# Hellén
Hellén (görögül: Ἕλλην) a görög mitológiában thesszáliai király, Prométheusz unokája, Deukalión és Pürrha fia (más változat szerint Zeusz fia). Orszéisz nimfa három fiúgyermekkel ajándékozta meg: Aiolosz, Dórosz, és Xuthosz. Hellén a hellének mitikus ősatyja, Hellasz névadója, fiai és unokái a fő görög törzsek névadói. A Hellénről szóló etiologikus mítosz a görög törzsek közös származását hivatott alátámasztani.